# Great Wall Motor
Great Wall Motors Company Limited, GWM (кит.: 长城汽车, піньінь: Cháng Chéng Qì Chē) — холдингова автомобілебудівна компания. Один з великих китайських виробників авто. До її складу входять понад 10 дочірніх компаній. Спеціалізація компанії — виробництво позашляховиків, пікапів, SUV, кроссоверів та спецтехніки, а також комплектуючих до них. У 2004 році Great Wall була включена до ТОП 10 найбільших приватних підприємств Китаю. Річний обсяг виробництва в 2004 році — понад 200 000 авт.
У травні 2023 року НАЗК внесло компанію «Great Wall Motor» до переліку міжнародних спонсорів війни. Причиною стало те, що компанія продовжила роботу на ринку Росії після російського повномасштабного вторгнення в Україну.

## Модельний ряд

### Виготовляються
Пікапи
- 2007 — Wingle (збирається в Україні)

- 2019 ― Pao
- 2021 ― King Kong Cannon
- 2022 ― Shanhai Cannon

## Виявлені недоліки
У серпні 2012 Австралія відкликала 23 000 автомобілів, вироблених Great Wall та Chery Automobile, після того, як в їх двигунах і вихлопних системах був виявлений азбест. Азбест у всьому світі вважається канцерогеном, його імпорт Австралії законодавчо заборонений з 2004.